# Dürü Sade
Dürrü Sade (ur. w 1902, zm. 23 września 1979) – turecki zapaśnik walczący w stylu klasycznym. Olimpijczyk z Paryża 1924, gdzie zajął dwudzieste miejsce w wadze średniej.

## Letnie Igrzyska Olimpijskie 1924
| Konkurencja          | Rundy eliminacyjne        | Rundy eliminacyjne     | Klas. końcowa |
| Konkurencja          | Przeciwnik I              | Przeciwnik II          | Miejsce       |
| -------------------- | ------------------------- | ---------------------- | ------------- |
| 75 kg styl klasyczny | Edvard Westerlund (FIN) P | Jan Reinderman (NED) P | 20.           |